# Kinder- und Jugendbeirat
Kinder- und Jugendbeiräte (KJB/KiJuB) sind eine Form der Einbeziehung und Beteiligung von Kindern und Jugendlichen an kommunalpolitischen Entscheidungen und Prozessen. Die Bildung von Kinder- und Jugendbeiräten ist in mehreren Ländern über Landesgesetze bzw. über das Ausführungsgesetz zum KJHG in der Bundesrepublik geregelt. Beteiligungsformen haben nach Verabschiedung des SGB VIII 1990/91 einen Aufschwung erfahren.
Die Einrichtung von Kinder- und Jugendbeiräten ist den Kommunen selbst im eigenen Wirkungskreis überlassen.

## Geschichte
- 2017 fanden zum ersten Mal überhaupt und mit 20 Beiräten als Teilnehmer, und 2019 dann mit 32 Teilnehmer, gemeinsame Wahlen in den schleswig-holsteinischen Kommunen statt, die zweite erfolgte im Jahr 2019.[1] Die Initiative für diese Idee ging aus verschiedenen Projekten und überregionalen Vernetzungen der  Jugendvertretungen hervor, die sich größtenteils bereits vor der gesetzlichen Verpflichtung in ihren Gemeinden gebildet hatten, wie z. B. der Kinder- und Jugendbeirat Elmshorn, welcher  seit 1994 existiert und damit die älteste noch aktive Kinder- und Jugendvertretung in Schleswig-Holstein ist.[2] In Schleswig-Holstein, dem Vorreiter, regelt § 47 f der Gemeindeordnung das Verfahren.[3]

Die Kinder- und Jugendbeiräte sind politische Gremien und bestehen aus gewählten Vertretern der Kinder und Jugendlichen der Kommune. Als Rechte werden u. a. Rede- & Antragsrecht zugesprochen, d. h., es wird eine Möglichkeit gegeben, die Position der Kinder und Jugendlichen zu einer Entscheidung der Verwaltung bzw. der politischen Verantwortlichen zu vertreten.
Als überparteiliche Gremien sind sie unabhängig und an niemanden gebunden, wobei eine Kooperation mit der Stadtverwaltung durchaus denkbar ist.
Zu den Aufgaben der Kinder- und Jugendbeiräte zählen u. a. die Feststellung der Stimmung der Kinder und Jugendlichen in der Kommune, sowie die Auswertung und daraus möglicherweise resultierende Optimierung. Des Weiteren können Veranstaltungen für Kinder und Jugendliche durchgeführt werden, Spielplätze verändert werden und/oder Beteiligungsprojekte mit Kindern und Jugendlichen durchgeführt werden. Dies muss aber in Abstimmung mit den Jugendhilfeausschüssen, die Teil der Jugendämter sind, geschehen.

## Durchführung
Alle zwei Jahre findet unter dem Namen #LaWa_SH (Akronym für „Landesweite Wahlen (in) Schleswig-Holstein“) eine zentral durch den Landesbeauftragten für politische Bildung organisierte Wahl von Kinder- und Jugendbeiräten in Schleswig-Holstein statt. Gewählt wird während einer Wahlwoche, die in die Woche des Internationalen Kindertages fällt, sodass die Wahl in der Regel Mitte bis Ende November durchgeführt wird wie z. B. die Wahl im Jahr 2021, die vom 15. bis zum 22. November stattfinden werden, da der Internationale Kindertag in diesem Jahr am 20. November ist.

## Standorte und Mitglieder
- Bremen Burg Lesung: Dieser ist ein besonderer KiJuB, da er, anders als die anderen Beiräte bereits um 1967 gegründet wurde. Aktuelle Mitglieder sind Rikus Maximilian Volkmann, Jakob Konstantin Hornhues, Anna-Paula Drexler und Kerem.